# George Abecassis
George Abecassis (Chertsey (Londen), 21 maart 1913 - Ibstone, 18 december 1991) was een Brits Formule 1-coureur. Abecassis maakte in 1950 zijn debuut in de Formule 1 in samenwerking met Alta, een motorenbouwer.